# Maggiorino Gramaglia
Maggiorino Gramaglia conosciuto anche come Vittorino Gramaglia (Torino, 12 settembre 1895 – Torino, 15 aprile 1971) è stato un fotografo italiano.

## Biografia
Ciò che sappiamo è che fu un fotografo professionista dal 1925 al 1960 ed è noto che svolse la sua azione per lo più a Torino e dintorni anche se fu presente alla "Mostra di Fotografia Futurista" di Trieste, promossa dal poeta Bruno Giordano Sanzin nel 1932, e ad altre esposizioni in varie città italiane.
Fu amico di Fillia e con lui aderì nel 1926 al futurismo. Insieme a Nicolay Diulgheroff e a Ugo Pozzo, i due organizzarono la mostra “Centrale futurista”, nella quale Gramaglia si occuperà essenzialmente della sezione dedicata alla fotografia decorativa e pubblicitaria.
Si dedicò quasi esclusivamente al ritratto in studio, tra cui nel 1932 ne realizzò, insieme a Fillia, alcuni a Filippo Tommaso Marinetti, anche se in realtà fu un fotografo che sperimentava varie tecniche che utilizzerà nella sua produzione. Il fotomontaggio fu privilegiato da Gramaglia, nonché l'uso del negativo, anzi la sovrappoizione di un certo numero di negativi. L'immagine più famosa, il simbolo stesso della sua produzione che utilizzò fino al 1946, il suo celebre autoritratto, elaborato attraverso l'utilizzo contemporaneo del fotomontaggio e del negativo, intitolato Spettralizzazione dell’Io, fu realizzato nel 1931. Le immagini di Gramaglia erano presenti anche alla mostra "Fotografia Futurista" alla Galleria Carla Sozzani di Milano nel 2015.
Peraltro, nelle fotografie di Gramaglia, spesso ironiche, mai convenzionali, neppure quelle realizzate su committenza, il soggetto viene meno alla sua centralità rispetto alla composizione e compaiono in scena oggetti geometrici, interventi costruiti dal fotografo sull'immagine dopo la sua stampa.
Questa metodologia si ritrovò pienamente nella cultura e nella tecnica futurista, a partire dagli epigoni, i fratelli Anton Giulio e Carlo Ludovico Bragaglia, quando nel 1913 essi annunciarono in un loro saggio la nascita del "fotodinamismo futurista". Le esposizioni multiple, i fotomontaggi, i tagli che tanto influenzeranno il Bauhaus, così come la ricerca di forme espressive della percezione visiva e sensoriale del mondo ci aiutano a capire la ricchezza ed il contributo artistico dei futuristi italiani, i quali, non solo nel loro paese, ma anche all'estero, ebbero uno slancio notevole. Purtroppo, i loro nomi dal dopoguerra sono stati dimenticati, offuscati, sottostimati anche per i loro rapporti col fascismo, che ne hanno impedito di vederne realmente gli aspetti innovativi, come nel caso di: Giorgio Carmelich, Maggiorino Gramaglia, Vinicio Paladini, Enrico Prampolini, Alberto Montacchini, Filippo Masoero (1894-1969), Tato ed altri.
Per professione, è stata rinvenuta una delle lettere che inviava alle famiglie in cui proponeva se stesso, come "maestro d'arte fotografo", per lavori e ricordi funerari di qualsiasi tipo: su porcellane, avorio, cartoncino, riproduzioni di vario genere.
Nel 2010 nell'ambito della mostra collettiva Immaginazione senza fili. Futurismo a Torino 1923-1936, realizzata presso la Galleria Narciso dai curatori Elisa Paola Lombardo e Adriano Olivieri, ha inteso, oltre a rendere omaggio agli artisti torinesi delle varie discipline ed orientamenti, anche di approfondire gli aspetti culturali di quegli anni. Oltre a Gramaglia e a Fillia erano presenti, tra gli altri: Tullio d'Albisola, Mino Rosso, Pippo Oriani, Farfa, Nicolay Diulgheroff, Alvaro Corghi, Enrico Allimandi.
Il Fondo di Maggiorino Gramaglia è depositato presso la Fototeca Museo nazionale del cinema di Torino e si compone di 540 fotografie, comprendente foto su commissione, foto di famiglia e sperimentali degli anni '30 del Novecento. E a quanto pare negli archivi, nei caveau, apparentemente dimenticati, riaffiorano, pellicole e fotografie come ad esempio tra le 143 000 immagini, alcune foto futuriste e moderniste di Maggiorino Gramaglia, risalenti agli anni ’30, come la Donna nuda con serpente e l’Orchestrino.